# جاك مكينيرني
جاك مكينيرني (بالإنجليزية: Jack McInerney)‏ (5 أغسطس 1992 بتشاتانوغا في الولايات المتحدة - ) هو لاعب كرة قدم أمريكي في مركز الهجوم. شارك مع منتخب الولايات المتحدة تحت 17 سنة لكرة القدم ومنتخب الولايات المتحدة تحت 20 سنة لكرة القدم ومنتخب الولايات المتحدة تحت 23 سنة لكرة القدم. أما مع النوادي، فقد لعب مع إمباكت مونتريال وفيلادلفيا يونيون وكولومبوس كرو وبورتلاند تمبرز ونادي بان.

## وصلات خارجية
- جاك مكينيرني على موقع الاتحاد الدولي (مؤرشف)  (الإنجليزية)
- جاك مكينيرني على موقع الدوري الأمريكي (الإنجليزية)
- جاك مكينيرني على موقع قاعدة بيانات كرة القدم.إي يو (الإنجليزية)
- جاك مكينيرني على موقع Soccerway.com (الإنجليزية)
- جاك مكينيرني على موقع عالم كرة القدم.نت (الإنجليزية)
- جاك مكينيرني على موقع AS.com (الإسبانية)